# Unió Democràtica (Macedònia del Nord)
Unió Democràtica (macedònic Демократски сојуз; Demokratski sojuz) és un partit polític de Macedònia del Nord. Es presentà a les eleccions legislatives macedònies de 2002, però només va obtenir l'1,2% dels vots i no va obtenir representació. A les eleccions legislatives de 2006 es presentà formant part de la coalició encapçalada per la VMRO-DPMNE i va obtenir un escó. A les eleccions legislatives macedònies de 2008 va repetir amb la mateixa coalició, que va guanyar per majoria absoluta, cosa que li ha permès formar part del govern de Nikola Gruevski.